# Hajleverolja

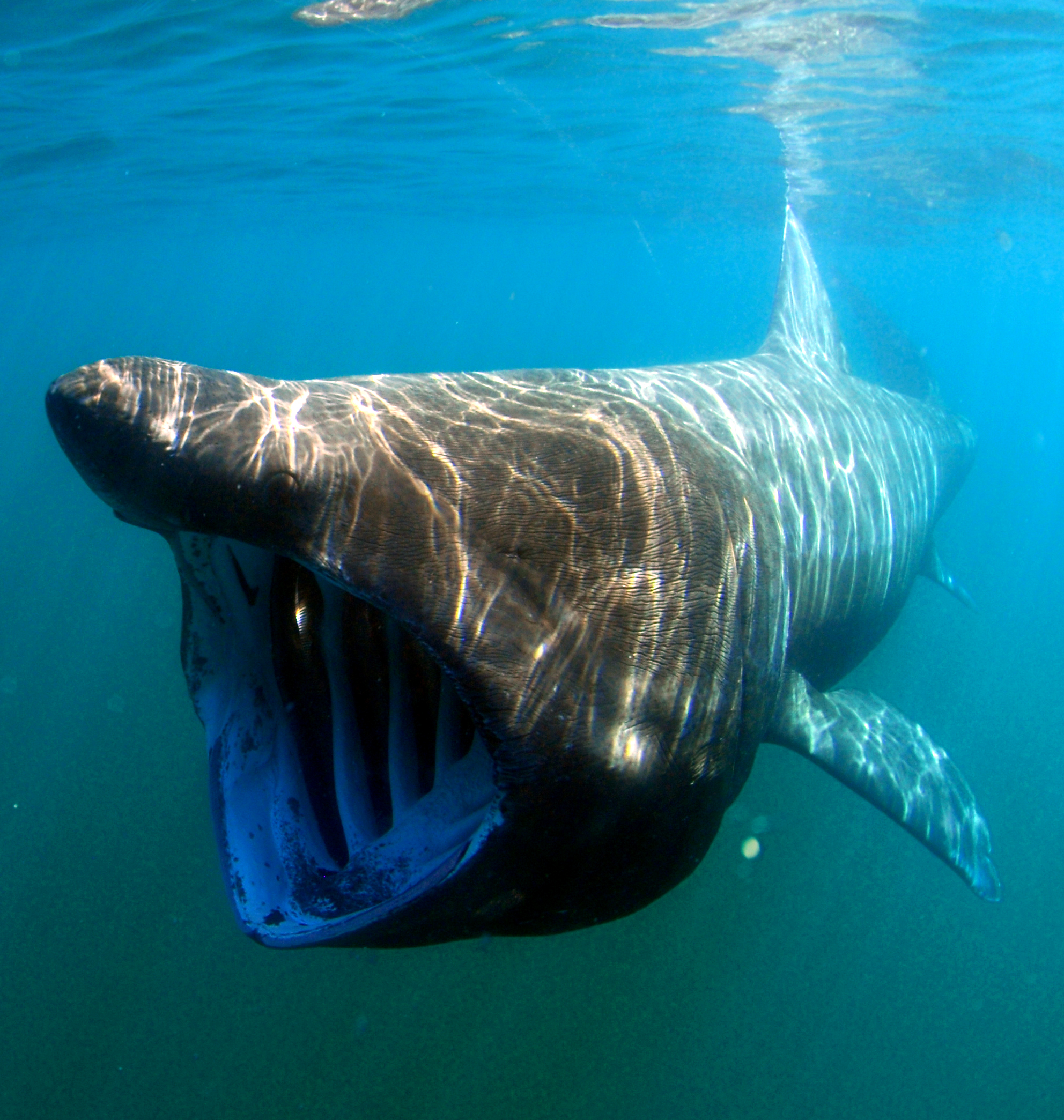
Hajar som speciellt fiskas för deras leverolja inkluderar gråhaj, sorghaj och, tidigare, brugd (på bilden). Alla tre arterna har klassats som sårbara av IUCN på grund av överfiske.

Hajleverolja är en olja som utvinns ur levern på hajar. Den har använts i århundraden inom folkmedicin för att påskynda läkning av sår och som ett botemedel mot problem i luftvägarna och matsmältningskanalen. Den marknadsförs fortfarande som ett diettillskott och det har också påståtts att den kan bota andra sjukdomar som cancer, HIV, strålsjuka, svininfluensa och vanlig förkylning. Ett vanligt påstående är att den stärker eller stimulerar kroppens immunförsvar. Hittills finns inga medicinska belägg för dessa påståenden och hajleverolja i sig själv är inget som rekommenderas av läkare. Den är dock en ingrediens i vissa fuktkrämer och några hemorrojdmedikament.
Strålfeniga fiskar får vanligen flytkraft av simblåsan, men hajar har ingen sådan, utan ordnar flytkraft med hjälp av en oljefylld lever. Den lagrade oljan kan också fungera som näring när födan tryter. Djuphavshajar är speciellt eftertraktade, eftersom deras levrar kan utgöra upp till 20% av deras totalvikt.
Från 1700-talet och framåt fiskades mycket brugd för oljans skull, eftersom den användes som bränsle i oljelampor, och sedan för dess innehåll av vitamin A.  En enda brugd, som är den näst största hajarten och normalt blir tio meter lång eller mer och då väger över fem ton, kan leverera 800-1500 liter olja.

## Naturvårdsaspekter
Hajleverolja tas främst från djuplevande arter som pigghaj och sorghaj och dessa arter är särskilt känsliga för utfiskning eftersom de växer och fortplantar sig långsammare än ytligare levande arter. Squalen, som är en av de viktigaste komponenterna i oljan kan framställas ur växter eller syntetiskt, men hajfisket är billigare och dåligt reglerat. Nutida efterfrågan av Omega 3 som kosttillskott sätter också hajarna under ytterligare press.

## Hajoljebarometrar
Invånare på Bermuda använder speciella "barometrar", flaskor med hajolja som hängs upp utomhus, för att förutsäga stormar och andra väderfaror.